# Радотинский мост

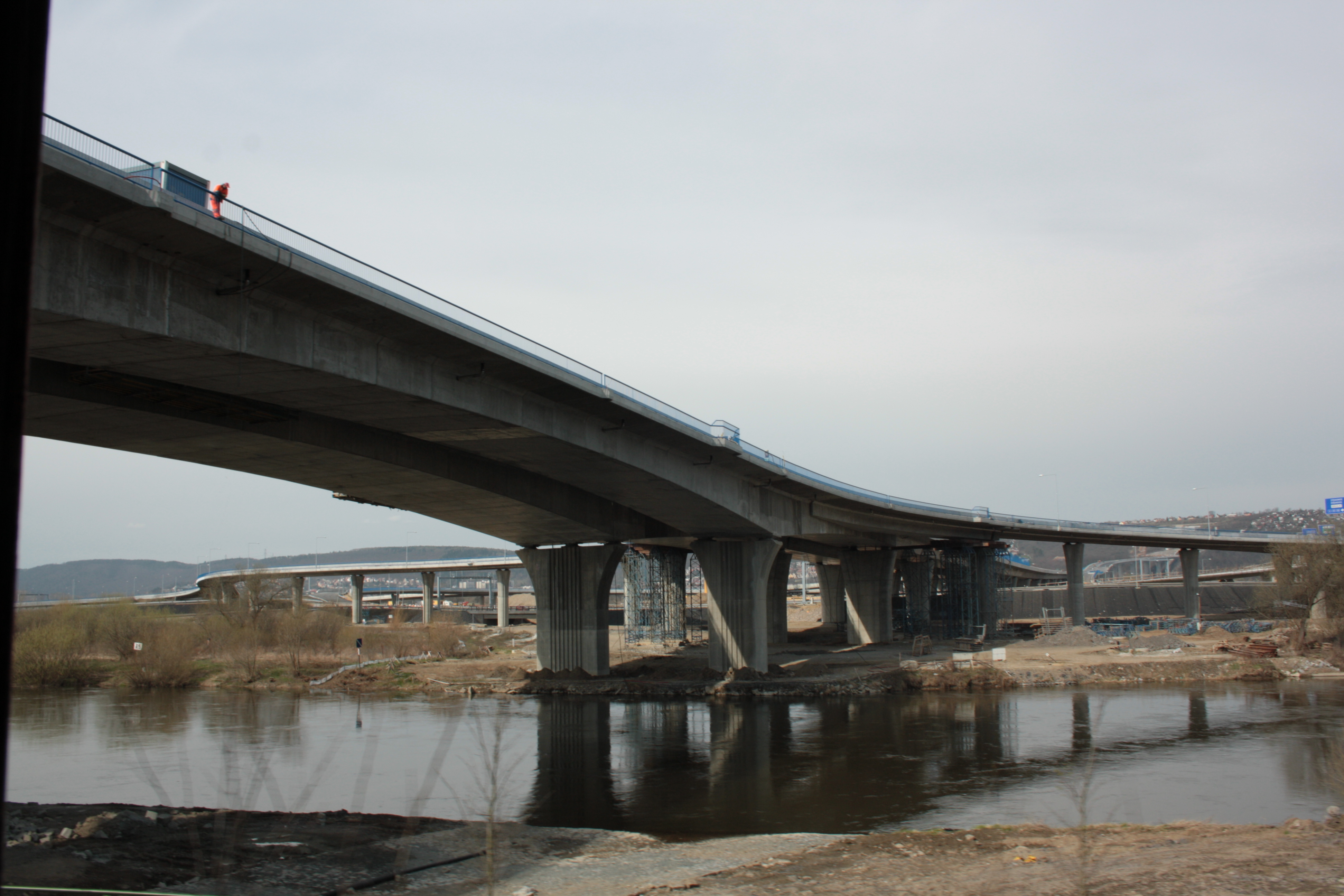
через Влтаву

Радотинский мост (чеш. Radotínský most) — мосты через Влтаву и Бероунку перед их слиянием, следуют один за другим, составляют часть D0 Пражской кольцевой дороги. В совокупности сооружение носит название Радотинский мост, хотя части через обе реки имеют разное конструктивное решение и разных подрядчиков.
Мост введен в эксплуатацию 20 сентября 2010. Его называют самым длинным мостом Чехии.